# Norman Mineta
Norman Yoshio Mineta (San Jose, 12 novembre 1931 – Edgewater, 3 maggio 2022) è stato un politico statunitense, Segretario dei Trasporti degli Stati Uniti d'America nell'amministrazione Bush Jr. dal 2001 al 2006 e in precedenza Segretario del Commercio nell'amministrazione Clinton dal 2000 al 2001. Precedentemente, Mineta è stato membro della Camera dei Rappresentanti per lo stato della California dal 1975 al 1995.
È stato un membro e militante del Partito Democratico.

## Biografia
Nacque da genitori giapponesi che abbandonarono la patria natia per contrasti con il regime militare dell'epoca. Laureatosi in economia nel 1953 all'Università di Berkeley, dal 1954 al 1960 ha servito nell'esercito statunitense in Giappone e Corea del Sud come ufficiale mentre dal 1961 al 1965 lavorò nella Mineta Insurance Agency, azienda presieduta dal padre. In questo periodo Mineta si è sposato con Danealia Mineta, meglio conosciuta come Deni, con cui ha successivamente avuto due figli (David e Stuart Mineta) e due nipoti (Robert e Mark Brantner).
La sua carriera politica, svolta all'interno del Partito Democratico, cominciò nel 1965, anno in cui venne eletto consigliere comunale a San Jose. Riconfermato due anni dopo, fu sindaco dal 1971 al 1975 ed al termine del mandato venne sostituito dal vice Janet Gray Hayes. Successivamente è stato deputato alla Camera dei rappresentanti dal 1975 al 1995 (eletto nella zona della Silicon Valley). Nonostante sia democratico, Mineta ha ottimi rapporti con il senatore repubblicano Alan K. Simpson, con cui ha preparato una riforma denominata Civil Liberties Act del 1988.
Vicepresidente della Lockheed Martin Corporation dal 1996 all 1999, tornò ad occuparsi di politica servendo l'amministrazione Clinton dal 2000 al 2001 in qualità di segretario del commercio; dal 2001 ha anche lavorato per l'amministrazione Bush come segretario dei trasporti salvo dimettersi dopo cinque anni per insanabili divergenze politiche con il presidente e gli altri membri del gabinetto (Mineta infatti era l'unico democratico presente nel governo guidato da Bush). In vista delle elezioni presidenziali statunitensi del 2008 Mineta ha sostenuto la candidatura di Barack Obama alle elezioni primarie dei democratici.